# 心叶素馨
心叶素馨（学名：Jasminum cordatulum）为木犀科素馨属的植物，为中国的特有植物。分布在中国大陆的海南等地，生长于海拔1,500米至1,600米的地区，多生长于低海拔的沙地及疏林中，目前尚未由人工引种栽培。

## 别名
心叶西氏素馨（植物分类学报） 心叶茉莉（中国高等植物图鉴）